# تیم ملی فوتبال زنان مراکش
تیم ملی فوتبال زنان مراکش نمایندهٔ فوتبال کشور مراکش در ردهٔ زنان است که تحت نظارت فدراسیون سلطنتی فوتبال مراکش قرار دارد.
این تیم در جام ملت‌های زنان آفریقا در سال ۲۰۲۲ به مقام نایب قهرمانی رسید و برای اولین بار به جام جهانی فوتبال زنان ۲۰۲۳ صعود کرد.